# パラクリノイド綱
パラクリノイド綱は、ウミユリ綱に近縁であり、外見的にもよく似た、絶滅した棘皮動物である。
オルドビス紀初期からシルル紀初期にかけて、浅い海に生息していた。口の周りに採食用の腕が2本から5本、非対称もしくはいくらか左右対称的に配列しているのが特徴。消化管はU字型で、肛門は口の側に開く。不整形の体（萼部）とウミユリに似た茎を持つ。この茎で基質に付着していた可能性もあるが、体の一部を堆積物に埋めた状態で復元されることもある。
13から15の属のみが知られる。